# Germaine Acogny
Germaine Acogny (Porto-Novo, 28 maggio 1944) è una coreografa e ballerina senegalese, definita "la madre della danza contemporanea africana".
É famosa per aver creato e sviluppato una particolare tecnica fondata sulla sintesi di danze tradizionali dell’Africa occidentale e danze classiche e moderne e per aver formato, attraverso il suo insegnamento e la sua scuola, un corpo crescente di ballerini in tutto il mondo.

## Biografia

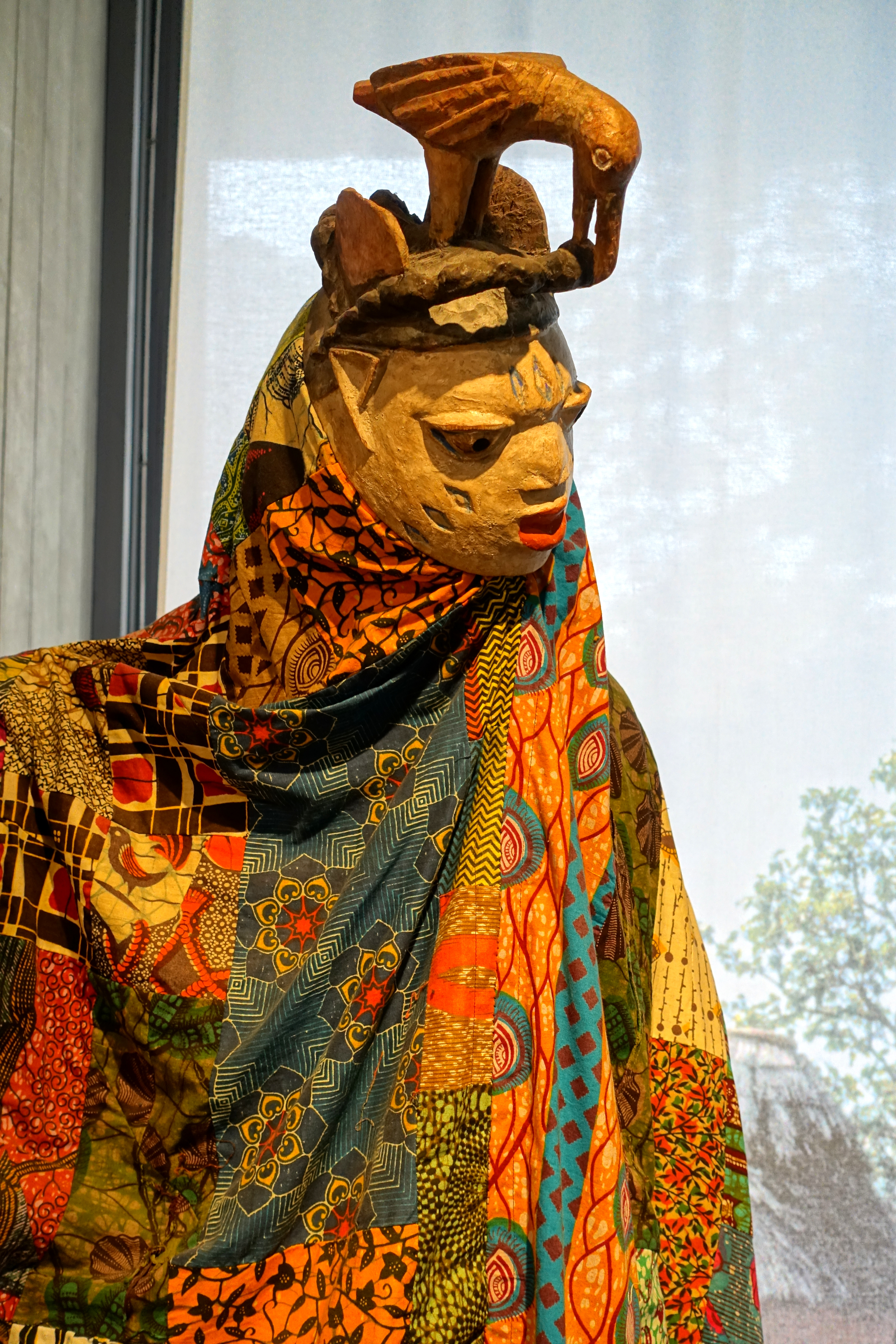
Maschera Yoruba, Naturhistorisches Museum Nürnberg

Germaine Acogny è nata in Benin nel 1944, figlia di una insegnante e di un funzionario dell'amministrazione coloniale; la nonna paterna, discendente del popolo Yoruba, era una "sacerdotessa di un culto animistico, lo stesso culto che ha dato vita al Voodoo nelle Americhe".
In giovane età lascia il Benin con il padre e si stabilisce in Senegal, dove trascorre il resto della sua infanzia. In seguito, dall'Africa approda a Parigi, dove dal 1962 al 1965, unica studentessa di colore, studia educazione fisica e ginnastica ritmica all'École Simon-Siégel e si avvicina al balletto e alla danza classica e moderna occidentali.
Acogny sostiene di aver scoperto la danza africana contemporanea come reazione critica alla sua insegnante di danza classica che la considerava non adatta a quest'arte, a causa dei suoi glutei sporgenti e dei suoi piedi piatti. Questo giudizio negativo l'avrebbe ispirata a creare una tecnica in cui la sua anatomia poteva interagire con questo modello: "Ho preso i miei piedi piatti, il mio grande fondoschiena, i fianchi da donna africana, il mio alto corpo da africana occidentale e ho fatto di tutto questo il centro."

## Carriera
Dopo il diploma fa ritorno in Senegal, dove studia le danze africane, e si reca a New York dove fa conoscenza della danza moderna e della danza jazz. Nel 1968, "povera, giovane, single e madre di due figli", apre la sua prima scuola di danza a Dakar nel cortile di casa della sua famiglia e insegna all'Institut des Arts della capitale. Le capacità e la tecnica evidenziate nell'esibizione da solista del poema Femme Nue, Femme Noire di Léopold Sédar Senghor, il poeta-presidente del Senegal dal 1960 al 1980, attirano l'attenzione di quest'ultimo, con il quale condivide le aspirazioni per l'identità e la cultura africana.

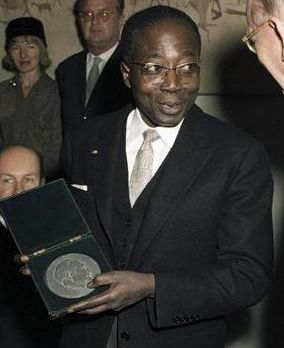
Léopold Sédar Senghor, presidente del Senegal dal 1960 al 1980, uno dei sostenitori di Acogny

Dal 1977 al 1982 è direttrice artistica dell'accademia Mudra Afrique, creata a Dakar da Maurice Béjart, Léopold Sédar e sostenuta dall'UNESCO, in cui sviluppa la danza africana come un ibrido continuo tra stili occidentali moderni e tecniche tradizionali africane, formando artisti da tutta l'Africa, come la coreografa burkinabé Irène Tassembédo, la ballerina martinicana Djoniba Mouflet e la fondatrice franco-americana del Ballet des Amériques, Carole Alexis. L'elemento comune di tutte le danze africane è da lei individuato nel "dialogo con la natura".
Nel 1980 scrive e pubblica in più lingue Danse Africaine, e due anni dopo, in seguito alla chiusura del Mudra Afrique per mancanza di fondi, insegna a L'Isle-Jourdain, a 35 km da Tolosa. In seguito si trasferisce a Bruxelles dove lavora con la compagnia di Maurice Béjart e organizza corsi e laboratori internazionali di danza africana che riscuotono molto successo presso il pubblico europeo.
Nel 1985, insieme al marito Helmut Vogt, ex direttore del Tanzetage, un centro di danza a Francoforte sul Meno, fonda a Tolosa lo Studio-Ecole-Ballet-Théâtre du 3è Monde.
Nel 1987, lo stesso anno in cui lavora con Peter Gabriel per un videoclip e crea il suo assolo Sahel, fa ritorno in Senegal, dove inizia ad organizzare corsi di formazione a Fanghoume, un piccolo villaggio nella Casamance, che tuttavia è costretta a lasciare dopo sette anni, a causa di un conflitto armato in quella regione.
Nel 1994 fonda l’associazione Jant Bi ("sole" in wolof) da cui nascerà nel 1998 l’Ecole des Sables (inaugurata ufficialmente nel 2004 e dal 2013 diretta dal figlio Patrick Acogny), un centro internazionale di danza in cui si svolgono seminari professionali trimestrali per ballerini e coreografi africani, con sede a Toubab Dialo, un villaggio di pescatori a 50 km a sud di Dakar, sulla “Petite Côte”.

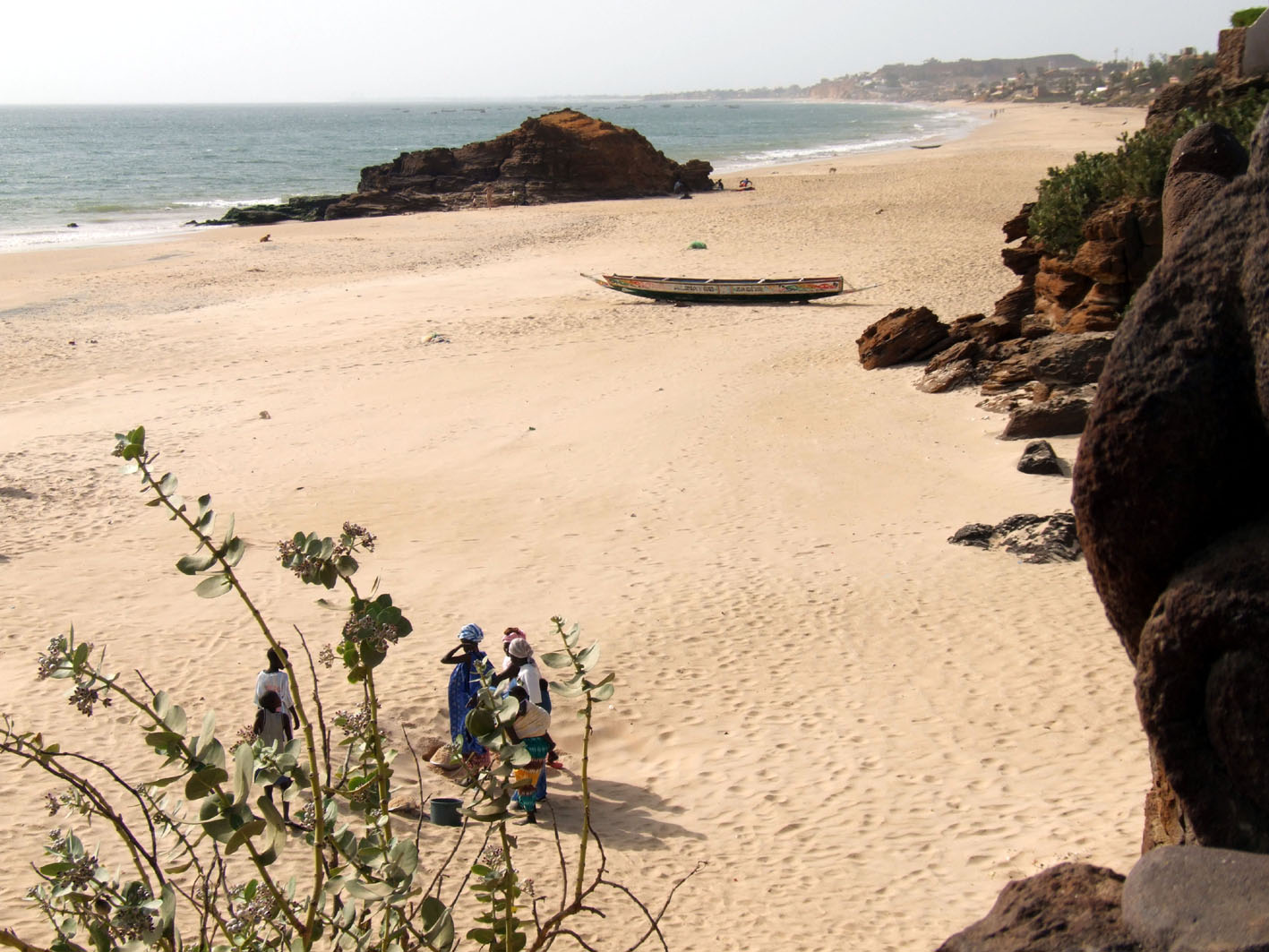
La spiaggia di Toubab Dialo, in Senegal, sede dell'Ecole des Sable

Lo studio è diviso in due parti: uno spazio aperto sulla sabbia, di fronte all'oceano, ispirato alle tradizioni africane, e un altro con pavimentazione professionale in legno; il centro ha aiutato molti danzatori contemporanei provenienti da tutto il mondo ad emergere nel campo della danza e ha aperto la collaborazione a coreografi stranieri come Susanne Linke e Kota Yamasaki.
Nel 1997 è nominata direttrice artistica della sezione danza di Afrique en Creation a Parigi e degli Incontri Coreografici di Danza Africana Contemporanea, incarico ricoperto fino a settembre 2000.
Nel 2001 la sua allieva Sophiatou Kossoko realizza la coreografia dell'assolo interpretato da Acogny, Tchouraï, nome di un incenso naturale bruciato dalle donne senegalesi per purificare la casa, in cui, ritornando alle proprie radici, l'artista ripercorre i momenti più importanti della sua vita.
Nel primo decennio del XXI secolo Acogny realizza diverse coreografie: Fagaala (Genocidio, 2004), sul genocidio ruandese, con il coreografo giapponese Kota Yamasaki, ispirata alla danza giapponese Butō; Waztaan (Discussione, 2006), una reinterpretazione di danze tradizionali africane, in cui i ballerini parodiano capi di stato, ministri, politici, uomini al potere; Les écailles de la mémoire (2007), coreografia creata con Jawole Zollar e messa in scena dalla compagnia Jant-Bi insieme alla compagnia Urban Bush Women di New York, diretta dallo stesso Zollar; Songook Yaakaar (Affrontando la speranza, 2010), sui migranti senegalesi che attraversano il mare per raggiungere l'Europa, realizzata con Pierre Doussaint e presentata alla Biennale danza di Lione.
Nel 2019 interpreta un ruolo nel film Il viaggio di Yao di Philippe Godeau.
Il 17 febbraio 2021 riceve il Leone d'Oro alla carriera dalla Biennale Danza di Venezia. L'anno successivo la compagnia di Acogny, l'École des Sables,   con la collaborazione del Tanztheater Wuppertal porta in scena La sagra della primavera di Pina Bausch, cui fa seguito un duetto interpretato da Acogny e dalla ballerina Malou Airaudo intitolato Common Ground(s).
Nel 2025 Germaine Acogny riceve il Premio Nonino.

## La tecnica Acogny
(Germaine Acogny, 2016)
Le lezioni di tecnica Acogny si svolgono con i partecipanti disposti in cerchio, per sottolineare l'importanza della connessione, della condivisione e dell'inclusività. La tecnica si basa sul movimento fisico, sulla concentrazione, l'energia e lo stato mentale, sull'improvvisazione e il gioco; i principali elementi di movimento sono rappresentati dal movimento della colonna vertebrale, dalle ondulazioni e da una camminata incessante.
Ogni partecipante è sollecitato a focalizzare l'attenzione sulle proprie radici naturali, stimolato dalla danza in spazi aperti, prossimi all'oceano e alla foresta; la padronanza della respirazione offre la possibilità "di ritrovare il corpo perduto sentendo la terra, il ritmo, il battito cardiaco e scoprendo un nuovo flusso di energia fisica".
Le danze africane, secondo la coreografa, sono in dialogo con il cosmo, e alla natura sono ispirati i termini con cui vengono definite le parti del corpo - il petto è il sole, il sedere la luna, i fianchi le stelle e la spina dorsale il "serpente della vita" - e le sequenze di movimento, chiamate con nomi della flora e dalla fauna locali, come baobab, stella marina, camaleonte e rana.
É tuttavia una tecnica codificata, che sfida implicitamente la percezione di una “danza africana” senza tempo e uniforme.
La sua principale fonte di movimento risiede nei rituali africani, nelle cerimonie e nelle danze tradizionali, è incentrata sulla comunità, la natura e la spiritualità. Nelle sue lezioni le cinque posizioni dei piedi della danza classica, i grand pliés e le posizioni delle mani non vengono abolite, ma integrate con elementi di danza africana.

## Danza come strumento di decolonizzazione

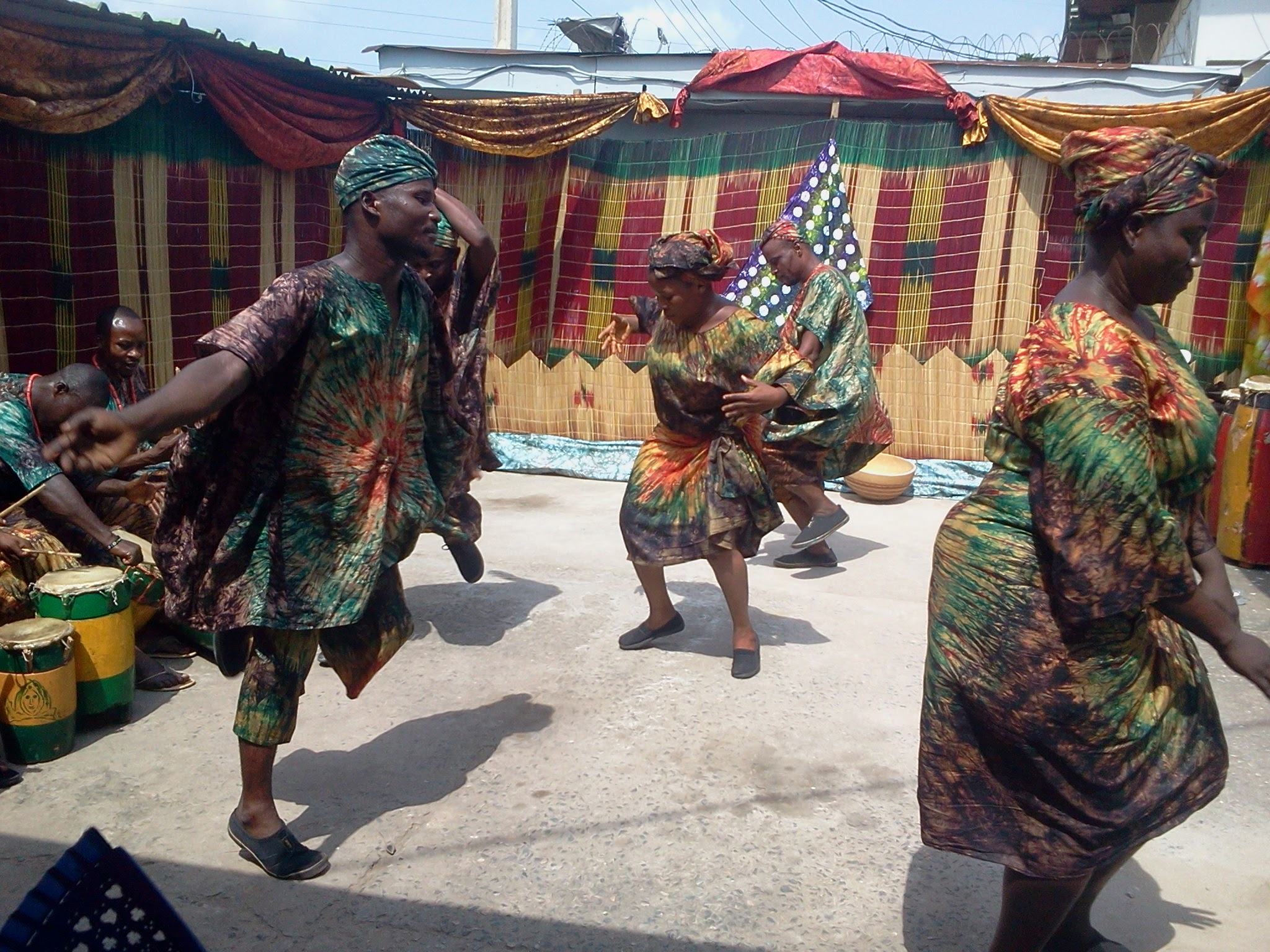
Danza africana

In un suo articolo pubblicato sulla rivista Global Africa, Samson Abiola Akanni, che ha personalmente partecipato come ballerino ad alcuni stage di Acogny, sostiene che le tecniche di performance di Acogny rappresentano uno strumento di sfida al dominio occidentale, alle ideologie coloniali, grazie alla centralità assegnata alle narrazioni e all'estetica africana: "Affrontando il colonialismo e concentrandosi sulle narrazioni africane, Acogny sconvolge l'idea che "bianco" sia superiore e puro. Espone le rovine che il colonialismo ha lasciato attraverso i suoi racconti e la sua danza e incoraggia altri africani ad abbracciare le proprie radici."
In particolare Akanni esamina lo spettacolo Á un endroit du début, rappresentato alla Biennale di Venezia nel 2016, in cui la coreografa esplora le concezioni africane di reincarnazione, nascita, morte, rituale, credenza, genere ed estetica, attraverso gli occhi della nonna Aloopho, una sacerdotessa Yoruba che praticava il vudù, e con la quale lei stessa ha più volte affermato di essere in contatto durante le sue esibizioni. Nella parte finale dello spettacolo, dopo aver indossato una maschera a forma di uccello, Acogny compie un rituale in cui, nelle vesti della nonna paterna, battezza e perdona il proprio padre per aver seguito ciecamente l'uomo bianco.
La ricercatrice e danzatrice statunitense Amy Swanson definisce come potenzialmente decoloniale la tecnica Acogny, per la sua "esplicita inclusività" non gerarchizzata, distante dal modello escludente fondato sui "corpi snelli, bianchi e cisgender, abili in forme derivate dall'Occidente" che le scuole professionali di danza hanno a lungo privilegiato. Acogny, inoltre, definendo la sua tecnica "universale", senza negare la sua "africanità", postula "un'epistemologia in cui l'occidentalizzazione non è una condizione di possibilità per l'universalizzazione delle conoscenza". La sua tecnica e la sua stessa scuola, un "utopia multiculturale e post-razziale", svolge un importante ruolo come strumento di "affiliazione all'identità africana".

## Coreografie
- 1987 - Sahel
- 1988 - Ye' OU[37]
- 1989 - Afrique, ce corps memorable, basato sulle poesie di L.S. Senghor
- 1994 - Yewa, eau sublime[38]
- 1995 - Z, creata per il São Paulo City Ballet
- 2004 - Fagaala (Genocidio) con Kota Yamasaki, spettacolo sul genocidio ruandese
- 2006 - Waxtaan, con Patrick Acogny
- 2007 -  Les écailles de la mémoire / Scales of Memory con Jawole Willa Jo Zollar
- 2010 - Songook Yaakaar - sui migranti senegalesi che attraversano il mare, con Pierre Doussaint [12]
- 2016 - Á un endroit du début  diretto con Mikaël Serre
- 2020- 2022 - Common Ground(s) e Rite of Spring di Pina Bausch con Malou Airaudo[39]
- 2023 - Dialaw Project, diretto con Mikaël Serre

## Pubblicazioni
- (FR, DE) Germaine Acogny, Danse Africaine / Afrikanischer Tanz / African dance, Frankfurt, Fricke, 1980, OCLC 10458397.
- (DE) Germaine Acogny, Angela Vucko (interview), "Ein Tanz der von allen Menschen aller Kulturen verstanden wird", in Ballett international, Tanz aktuell. 4, 1995,  pp. 40-43.

## Onorificenze
- Cavaliere dell'Ordine Nazionale al Merito (Francia)
- Ufficiale dell'Ordine delle Arti e delle Lettere
- Cavaliere dell'Ordine Nazionale del Leone del Senegal

## Premi
- Premio Bessie (Premio Danza e Performance Contemporanea) per Fagaala , a New York nel 2007
- Premio Bessie  (Premio Danza e Performance Contemporanea) per Mon élue noire (La mia prescelta nera): Sacre #2 nel 2018[40]
- Leone d'Oro alla carriera alla Biennale Danza di Venezia 2021
- Premio Nonino, 2025[25]